# Nihon Bungeisha
Nihon Bungeisha Co.,Ltd (株式会社日本文芸社 Kabushiki Kaisha Nihon Bungeisha?), o Nichibun (にちぶん?), es una editorial de libros y revistas establecida en 1959 y con sede en Kōtō, Tokio, Japón.

## Revistas
- Shūkan Manga Goraku
- Comic Heaven
- Bessatsu Manga Goraku
- Manga Goraku Nexter
- Golf Lesson Comic
- Manga Pachinko Dairenshō
- Hissatsu Pchisuro Fan
- Keiba Gold
- Illust Logic
- Skeleton Club
- Conbini Comic Kawaguchi Hiroshi Tankentai Mikaku Ninseibutsu no 5-banashi